# Adlullia coelebs
Adlullia coelebs är en fjärilsart som beskrevs av Collenette 1932. Adlullia coelebs ingår i släktet Adlullia och familjen tofsspinnare. Inga underarter finns listade i Catalogue of Life.